# Michelle Vesterby
Michelle Vesterby (Herning, 26 de septiembre de 1983) es una deportista danesa que compite en triatlón. Ganó una medalla de bronce en el Campeonato Mundial de Triatlón de Larga Distancia de 2021, y una medalla de plata en el Campeonato Europeo de Triatlón de Larga Distancia de 2011.

## Palmarés internacional
| Campeonato Mundial | Campeonato Mundial    | Campeonato Mundial | Campeonato Mundial |
| Año                | Lugar                 | Medalla            | Prueba             |
| ------------------ | --------------------- | ------------------ | ------------------ |
| 2021               | Almere (Países Bajos) | Medalla de bronce  | Individual         |
| Campeonato Europeo |                       |                    |                    |
| Año                | Lugar                 | Medalla            | Prueba             |
| 2011               | Tampere (Finlandia)   | Medalla de plata   | Individual         |